# Чулис
Чулис — поселок в Клепиковском районе Рязанской области. Входит в состав Оськинского сельского поселения.

## География
Находится в северной части Рязанской области на расстоянии приблизительно 12 км на восток-северо-восток по прямой от районного центра города Спас-Клепики в лесном массиве.

## История
Показан на карте 1985 года как поселок с населением около 10 человек и детским домом. Ныне здесь расположена база отдыха «Чулис».

## Население
Численность населения не была учтена как в 2002 году, так и в 2010.